# ذیبان
ذیبان یک منطقهٔ مسکونی در سوریه است که در منطقه میادین واقع شده‌است و ۹٬۰۰۰ نفر جمعیت دارد.